# Давидови
Дави́дови (рос. Давыдовы) — присілок у складі Орловського району Кіровської області, Росія. Входить до складу Орловського сільського поселення.
Населення становить 35 осіб (2010, 33 у 2002).
Національний склад станом на 2002 рік — росіяни 100 %.